# Billard Club Frankfurt 1912
Der Billard Club Frankfurt 1912 e. V. ist ein Billardsportverein in Frankfurt-Bergen-Enkheim. Seine Clubräume befinden sich an der Borsigallee 45 (gegenüber Hessen-Center). Er bietet seinen Mitgliedern Karambol-, Pool- und Snooker-Tische zum Spielen an.

## Geschichte
Der Verein entstand in seiner heutigen Form 1984 durch die Fusion dreier Vereine, dem BC Frankfurt (Gründungsdatum um 1890, jedoch nicht belegt), dem BC Westend 1912 und dem Schwanheimer Billardclub von 1968. Bei der Gründung des „Deutschen Amateur Billard Bundes“ (heute Deutsche Billard-Union), am 18. April 1911 war der BC Frankfurt eines der fünf Gründungsmitglieder. In der Saison 2008/09 war der Verein in der 1. Bundesliga Dreiband vertreten, seither in der 2. Bundesliga Dreiband. Neben Karambolage werden inzwischen auch Poolbillard und Snooker betrieben. Die Räumlichkeiten des BC Frankfurts werden zusätzlich dem Hessischen Billard Landesverband als Landesleistungszentrum zur Verfügung gestellt.

## Sportliche Erfolge
- Weltmeister (Einzel)
  - Walter Lütgehetmann – Fünfkampf (1939) (Verein: BC Frankfurt)

- Europameisterschaften (Einzel):
  - Walter Lütgehetmann – Cadre 71/2 (1952, 1953) (Verein: BC Frankfurt)
  - Walter Lütgehetmann – Cadre 47/2 (1953)
  - Walter Lütgehetmann – Einband (1954)

- Deutsche Meisterschaften (Einzel):
  - Walter Lütgehetmann in Cadre 45/2 bzw. 47/2 (1935, 1943, 1948, 1952, 1953, 1955, 1958) (Verein: BC Frankfurt)
  - Walter Lütgehetmann in Cadre 71/2 (1951, 1953, 1955, 1956, 1958, 1961)
  - Walter Lütgehetmann in Freie Partie (1955, 1956)
  - Walter Lütgehetmann in Einband (1955, 1956, 1958, 1960)
  - Walter Lütgehetmann in Fünfkampf (1939, 1954, 1955, 1958)

- - Orhan Erogul in Einband, Vizemeister (1992)                      (Verein: Billard Club Frankfurt 1912)
  - Efstratios Stavrakidis in Cadre 47/2, Vizemeister (1992)
  - Reiner Schiwek in Dreiband, Vizemeister (1993)
  - Ralf Köster in Biathlon (Dreiband und Kegelbillard; 1999 und 2000)

- 2. Platz Deutsche Pokalmannschaftsmeisterschaft (1981)
- Sieg Deutsche Pokalmannschaftsmeisterschaft (2003)

## Trivia
Prominentes Mitglied war der Schauspieler Klaus Wennemann.